# Жиліно (Бурятія)
Жиліно (рос. Жилино) — село Кабанського району, Бурятії Росії. Входить до складу Сільського поселення Красноярське.
Населення — 171 особа (2015 рік).